# Deadpool 2
Deadpool 2 von Regisseur David Leitch ist die Fortsetzung zum Film Deadpool. Der US-amerikanische Actionfilm mit satirischen Elementen erschien am 17. Mai 2018 in den deutschen Kinos. Die Titelfigur wird wie im Vorgänger von Ryan Reynolds verkörpert und basiert auf der gleichnamigen Comicfigur von Marvel Comics. Es handelt sich um den 11. Film des X-Men-Franchises.

## Handlung
Zwei Jahre nach den Ereignissen des ersten Films ist Wade Wilson alias Deadpool ein Auftragsmörder geworden, der weltweit arbeitet und verschiedene Kriminelle tötet. Nach einem abgebrochenen Anschlag auf den Anführer eines Drogenkartells in seiner Heimatstadt kehrt er nach Hause zu seiner Freundin Vanessa Carlysle zurück, um ihren gemeinsamen Jahrestag zu feiern. Deadpool schenkt Vanessa einen Skee-Ball-Token, in Bezug auf ihre erste Verabredung, und die beiden einigen sich darauf, eine Familie zu gründen. Später in der Nacht greift der Drogenboss Wade zu Hause an und erschießt dort Vanessa. Wade jagt den Boss und tötet ihn.
Sechs Wochen später beschließt Deadpool, sich umzubringen, indem er seine Wohnung mit mehreren Fässern Treibstoff in die Luft sprengt. Während seines „Todes“ hat er eine Vision von Vanessa im Jenseits: Sie sagt, dass sein Herz noch nicht am richtigen Ort sei. Dabei bleibt Wade verwirrt zurück. Colossus kommt in die nun zerstörte Wohnung und bringt den zerstückelten Wade zur X-Men-Basis, um ihn für die X-Men zu rekrutieren und ihm dabei zu helfen, seine Trauer zu überwinden. Deadpool schließt sich den X-Men an und wird wenig später zusammen mit Colossus und Negasonic Teenage Warhead zu einem Fall gerufen, bei dem ein junger Mutant namens Russell Collins, der sich Firefist nennt, vor seinem Waisenhaus randaliert. Nach mehreren gescheiterten Versuchen, Russell zu beruhigen, erfährt Wade, dass der Hausleiter und Russels Betreuer diesen körperlich misshandelt haben, woraufhin er einen Betreuer erschießt. Dies führt sowohl zu Deadpools als auch zu Russells Verhaftung. Sie werden mit Halsbändern, die ihre Mutantenkräfte unterdrücken, abgeführt. Dadurch können Wades Selbstheilkräfte die Krebszellen in seinem Körper nicht mehr zurückhalten.
Wade und Russell werden in die Eisbox gebracht, ein isoliertes Gefängnis für Mutanten, deren Kräfte ebenfalls mit Halsbändern unterdrückt werden. Während ihrer Inhaftierung bricht Cable, ein zeitreisender Cyborg-Soldat, in das Gefängnis ein. Deadpool glaubt zunächst, dass dieser es auf ihn abgesehen hat, erkennt aber bald, dass Cable den jungen Russell töten will. Beim Kampf mit Cable schafft es Deadpool, sich und Cable aus dem Gefängnis zu befreien. Daraufhin hat Deadpool eine weitere Vision von Vanessa, wodurch er erkennt, dass er Russell retten sollte, da er dies bei Vanessa einst versäumt hätte.
Deadpool organisiert zusammen mit Weasel ein Team von anderen Mutanten, um Cable zu bekämpfen und Russell zu retten, bestehend aus Domino, Bedlam, Shatterstar, Zeitgeist, Vanisher und Peter, welcher keine Superkräfte hat. Das Team tauft er X-Force. Zusammen startet die X-Force ihren Angriff auf einen Konvoi, der die Gefangenen der Eisbox zu einem neuen Gefängnis transportiert, indem sie mit Fallschirmen aus einem Flugzeug springen. Aufgrund des heftigen Windes sterben alle außer Deadpool und Domino beim Versuch, zu landen. Domino kann in den Konvoi gelangen, trifft dort aber auf Cable, der Russell attackiert. Während Deadpool auf dem LKW gegen Cable kämpft, schafft es Russell, den riesigen Mutanten Juggernaut zu befreien, mit dem er sich in der Eisbox angefreundet hatte. Dieser verwüstet den Truck, reißt Deadpools Unterleib ab und flieht mit Russell. Während Deadpool sich bei Blind Al erholt und seine Beine, Gesäß und Genitalien nachwachsen, wird er von Cable aufgesucht, der ihm seine Motivation erklärt: Russell wird in der Zukunft nach dem Mord am Direktor des Waisenhauses Gefallen am Töten finden und nach einer Serie von Tötungen schließlich Cables Familie ermorden. Deadpool stimmt einer Zusammenarbeit unter der Bedingung zu, dass er 30 Sekunden mit Russell bekommt, um ihn vom Mord abzuhalten und ihn auf den richtigen Weg zu führen.
Deadpool, Cable und Domino kommen im Waisenhaus an, um Russell und den Juggernaut aufzuhalten, haben aber Schwierigkeiten mit der offenkundigen Überlegenheit des riesigen Mutanten. Colossus, Negasonic Teenage Warhead und ihre Freundin Yukio eilen ihnen zu Hilfe. Während die drei nun gegen den Juggernaut antreten, können Cable und Deadpool Russell einholen und versuchen, ihn aufzuhalten. Deadpool legt sich selbst das Halsband an, um seine Heilkräfte zu unterdrücken und sich selbst anstelle des Schulleiters anzubieten. Russell trachtet weiterhin danach, den Direktor zu ermorden. Cable schießt auf Russell, Deadpool springt allerdings dazwischen und wird am Herzen getroffen. Nach einer langen Todesszene stirbt er schließlich und rettet Russell, der sein Verlangen nach Rache verliert. Dadurch wird Cables Familie in der Zukunft gerettet. Deadpools Tod erlaubt es ihm, sich wieder mit Vanessa im Jenseits zu treffen, obwohl sie ihm noch einmal sagt, dass es noch nicht seine Zeit ist. Da Cable Reue verspürt, nutzt er die verbleibende Energie seines Zeitreisegeräts nicht, um in die Zukunft zu seiner Familie zu reisen, sondern stattdessen zurück an den Anfang des Kampfes, wo er diskret den Skee-Ball-Token, den er zuvor Deadpool abgenommen hatte, über dessen Herz legt und so die tödliche Kugel aufhält. Der Direktor des Waisenhauses wird am Ende von Dopinder überfahren, der von Deadpool den Aliasnamen Brown Panther bekommt.
Während des Abspanns reparieren Negasonic Teenage Warhead und Yukio Cables Zeitreisegerät und geben es anschließend Deadpool. Dieser kann auf diese Weise Vanessa und Peter vor dem Tod retten. Außerdem erschießt er seine eigene Version aus dem Film X-Men Origins: Wolverine, um so die Zeitlinien wieder geradezurücken, und tötet den Schauspieler Ryan Reynolds, nachdem dieser das Filmskript für Green Lantern gelesen und abgesegnet hat. Des Weiteren begegnet Deadpool im „Super Duper $@%!#& Cut“ Adolf Hitler als Baby und sagt diesem, dass er mit Cable zurückkommen werde, der es liebe, Kinder zu töten.

## Hintergrund
Bereits vor der Veröffentlichung von Deadpool verriet Simon Kinberg im September 2015, dass Gespräche über eine Fortsetzung laufen. Fox gab Anfang 2016 die Entscheidung kurz nach der Erscheinung des Vorgängerfilms bekannt, dass die Arbeiten an Deadpool 2 bereits laufen. Der Hauptdarsteller Ryan Reynolds erhielt Mitspracherecht an der Gestaltung von Deadpool 2. Infolge von kreativen Differenzen mit dem Regisseur Tim Miller stieg letzterer aus der Produktion aus. Als Ersatz wurde im November 2016 David Leitch verpflichtet. Mit Miller stieg auch der Komponist Junkie XL aus der Produktion aus. Er wurde durch den Komponisten Tyler Bates ersetzt.
Die Dreharbeiten begannen am 17. Juni 2017 in Hatley Castle in Victoria. Der Start der Hauptdreharbeiten erfolgte am 26. Juni 2017 in Vancouver unter dem Arbeitstitel Love Machine. Die Dreharbeiten endeten am 14. Oktober 2017. Während der Dreharbeiten verunglückte die Stuntfrau Joi Harris tödlich. Aufgrund damit im Zusammenhang stehenden Sicherheitsverletzungen am Filmset wurde gegen das Produktionsunternehmen TCF Vancouver Productions Ltd von WorkSafeBC eine Geldstrafe in Höhe von rund 290.000 US-Dollar verhängt.
Der Film erschien am 17. Mai 2018 in den deutschen Kinos und am folgenden Tag in den Kinos der USA.

## Synchronisation
Die deutsche Synchronisation entstand unter der Dialogregie von Marius Clarén, der ebenfalls das Dialogbuch verfasste, durch das Synchronunternehmem Interopa Film.
| Rolle                                       | Darsteller         | Synchronsprecher      |
| ------------------------------------------- | ------------------ | --------------------- |
| Wade Wilson / Deadpool                      | Ryan Reynolds      | Dennis Schmidt-Foß    |
| Nathan Summers / Cable                      | Josh Brolin        | Klaus-Dieter Klebsch  |
| Russell Collins / Firefist                  | Julian Dennison    | Cosmo Clarén          |
| Neena Thurman / Domino                      | Zazie Beetz        | Runa Aléon            |
| Piotr Rasputin / Colossus                   | Stefan Kapičić     | Waléra Kanischtscheff |
| Ellie Phimister / Negasonic Teenage Warhead | Brianna Hildebrand | Maximiliane Häcke     |
| Vanessa Carlysle                            | Morena Baccarin    | Melanie Hinze         |
| Dopinder                                    | Karan Soni         | Marius Clarén         |
| Weasel                                      | T. J. Miller       | Tommy Morgenstern     |
| Blind Al                                    | Leslie Uggams      | Denise Gorzelanny     |
| Direktor des Waisenhauses                   | Eddie Marsan       | Lutz Schnell          |
| Jesse Aaronson / Bedlam                     | Terry Crews        | Matti Klemm           |
| Rusty / Shatterstar                         | Lewis Tan          | Jan Pohl              |
| Axel Cluney / Zeitgeist                     | Bill Skarsgård     | Henning Nöhren        |
| Peter                                       | Rob Delaney        | Peter Lontzek         |
| Yukio                                       | Shioli Kutsuna     | Marie-Luise Schramm   |
| Black Tom Cassidy                           | Jack Kesy          | Martin Kautz          |
| Cain Marko / Juggernaut                     | Ryan Reynolds      | Milton Welsh          |
| Luke – Redneck #1                           | Alan Tudyk         | Tim Moeseritz         |
| Redneck #2                                  | Matt Damon         | Roman Kretschmer      |
| Fred Savage B                               | Fred Savage        | David Turba           |

## Rezeption

### Kritiken
Deadpool 2 konnte bislang 83 Prozent der Kritiker auf Rotten Tomatoes überzeugen und bekam auf Metacritic einen Metascore von 66 von 100 möglichen Punkten.
Daniel Krüger vom Musikexpress erklärt, Deadpool 2 tappe in die gewohnte Fortsetzungs-Falle, bei der es nach dem „Höher, schneller, weiter“-Prinzip mehr Comic-Anspielungen, Action und Blut gebe. Dadurch vergesse der Zuschauer, „dass die Handlung, in der Deadpool einen kleinen, unglaublich schlecht gespielten Jungen von schlimmen Taten abhalten muss, genauso ausgelutscht ist wie einige Witze aus dem ersten Teil, die hier einfach noch einmal variiert werden“. Man versuche zwar, mehr Handlung zu etablieren, allerdings zerstöre die hohe Frequenz der Witze die guten Elemente, wodurch man am Ende des Films nicht mehr wisse, was im ersten Akt geschah. Positiv hervorgehoben werden Josh Brolin und einige Gastauftritte von Hollywoodstars, wohingegen „der Rest […] eigentlich austauschbar und uninspiriert [ist]“.
Andreas Borcholte von Spiegel Online gibt an, dass man die Abwesenheit von Tim Miller, der ein entscheidender Faktor für den Erfolg des ersten Teils gewesen sei, deutlich spüre: „Das Drehbuch ist […] vollgestopft mit Sprüchen und absurden Ideen, dass der Raum fehlt, eine wirklich spielerische Dynamik entstehen zu lassen.“ Neben der Tatsache, dass sich der Film mit den digital aufgerüsteten Schlachtszenen kaum noch von anderen Superheldenfilmen unterscheide, wird negativ hervorgehoben, dass sich durch „Reynolds’ One-Man-Show […] kaum einer der zahlreichen alten und neuen Mitspieler profilieren [darf]“. Einzig und allein Josh Brolin entwickele Tiefe und Präsenz, weshalb er sich allerdings, auch wegen seiner fehlenden Satire, wie ein Fremdkörper im Film anfühle.
Antje Wessels von Filmstarts sieht in Deadpool 2 eine „sehr stilsicher inszenierte Actioncomedy“. Mit David Leitch kommen handgemachte Actionszenen, ganz neue Perspektiven und eine unwiderstehliche Dynamik, die zusammen mit den soliden Computereffekten den Film visuell um einiges raffinierter als seinen Vorgänger machen. Allerdings merkt auch Wessels an, dass es Ryan Reynolds nicht mehr mit Leichtigkeit schaffe, mit Scherzen die schwache Handlung zu überdecken, die trotzdem noch voller Popkulturreferenzen sei. Die Witze, bei denen Reynolds über alles Mögliche herziehe, seien zwar lustig und spritzig, die „Meta-Masche“ wirke zuweilen aber etwas müde.
Helena Ceredov von Kino.de meint, dass der Film halte, was er verspreche. Er nutze „routiniert die Erfolgsformel des ersten Teils“, mache aber alles viel wahnsinniger, brutaler und intensiver, womit er dem Publikum im Minutentakt Lacher entlocken würde. Obwohl der Film sich sehr viel traue, sei eine wirkliche Schwäche die Handlung, die man schon tausend Mal gesehen habe. „Auch diesmal ist der schmalzige Plot rund um Verantwortung und Familie nur eine Randnotiz wert“, meint Ceredov. Außerdem springe die Handlung zu sehr vom einen zum anderen Ort, wodurch es eher an eine Zusammenreihung von Sketchen als an einen zusammenhängenden Film erinnere. Allerdings werden die Darbietungen von Josh Brolin, der einen willkommenen Kontrast zu Ryan Reynolds darstelle, Zazie Beetz und Rob Delaney gelobt. Als Fazit zieht Ceredov, Deadpool 2 sei ein konventioneller Superheldenfilm und kein innovatives Meisterwerk, erzeuge aber bei jedem, der keine zu großen Ansprüche habe, ein breites Grinsen.

### Einspielergebnis
Bislang hat er ein weltweites Einspielergebnis von 785,05 Millionen US-Dollar verzeichnen können und befindet sich damit auf Platz 114 (Stand: 19. April 2025) der finanziell erfolgreichsten Filme aller Zeiten und auf Platz 9 der erfolgreichsten Filme des Jahres 2018. Allein 324,59 Millionen US-Dollar konnte er im nordamerikanischen Raum einspielen. In den deutschen Kinos konnte er 24,22 Millionen US-Dollar einnehmen. In der Startwoche konnte er rund 993.000 Besucher in den hiesigen Kinos verzeichnen, womit er Avengers: Infinity War von der Spitze der deutschen Kinocharts verdrängte. Am Startwochenende in China konnte der Film umgerechnet rund 21,4 Millionen US-Dollar einspielen. Bislang verzeichnete er in Deutschland 2.242.445 Besucher und befindet sich damit auf Platz 9 der Jahres-Charts 2018. Auch in den USA konnte sich Deadpool 2 an die Spitze der Kinocharts drängen. Durch die Veröffentlichung auf dem chinesischen Filmmarkt konnte er Anfang Februar 2019 schließlich zum finanziell erfolgreichsten X-Men-Film werden.

### Auszeichnungen
Critics’ Choice Movie Awards 2019
- Nominierung als Bester Actionfilm
- Nominierung als Beste Komödie
- Nominierung als Bester Darsteller in einer Komödie (Ryan Reynolds)[32]

Golden Trailer Awards 2019
- Auszeichnung für den Besten TV-Spot einer Filmkomödie
- Auszeichnung für den Originellsten TV-Spot
- Nominierung für den Besten Trailer eines Actionfilms
- Nominierung für den Besten Home-Entertainment-Trailer einer Filmkomödie
- Nominierung für die Besten Kunstwerke in einem TV-Spot
- Nominierung für das Beste Filmposter
- Nominierung für die Innovativste Werbung eines Spielfilms[33]

People’s Choice Awards 2018
- Nominierung als Action movie
- Nominierung als Action movie star (Ryan Reynolds)[34]

Teen Choice Awards 2018
- Nominierung als Choice Summer Movie Actor (Ryan Reynolds)
- Nominierung als Choice Summer Movie Actor (Julian Dennison)
- Nominierung als Choice Summer Movie Actress (Zazie Beetz)[35]

## Weitere Schnittfassungen

### Super Duper $@%!#& Cut
Kurz nach dem Kinostart des Filmes wurde bekannt, dass an einer erweiterten Fassung gearbeitet wird, die im Handel erscheinen soll. Diese solle weitere Witze und mehr Szenen mit Domino haben. Diese Schnittfassung wurde am 21. Juli 2018 auf der San Diego Comic-Con 2018 erstmals gezeigt, dort noch unter dem Titel Deadpool 2: Uncut. Erhältlich ist der Super Duper $@%!#& Cut in den USA seit dem 7. August 2018 im digitalen Handel und seit dem 21. August 2018 auf Blu-ray, jedoch nicht auf DVD. Im deutschsprachigen Raum erschien diese Fassung am 27. September auf Blu-ray mit deutscher Synchronisation. Die erweiterte Fassung ist etwa 15 Minuten länger und bietet für einige Szenen alternatives Bildmaterial oder alternative Witze statt denen aus der Kinofassung. Das $@%!#& im Titel ist eine zensierte Umschreibung für den Begriff Fucking.

### Es war einmal ein Deadpool (Once Upon a Deadpool)
Im Oktober 2018 wurde bekannt, dass für Weihnachten 2018 eine kinderfreundliche PG-13-Version von Deadpool 2 geplant sei, die am 21. Dezember 2018 nur in die US-amerikanischen Kinos kommen sollte, da Alita: Battle Angel auf das nächste Jahr verschoben und dadurch der Dezember-Termin frei würde. Diese Version des Films sollte 15 Minuten an neu gedrehten Szenen sowie eine neue Figur enthalten. Die Dreharbeiten dazu begannen Ende August 2018 mit Reynolds und weiteren, namentlich nicht genannten Darstellern. Laut Lizo Mzimba von der BBC hätte der Titel dazu The Deadpool Before Christmas lauten sollen, eine Anspielung auf den Film The Nightmare Before Christmas. Durch die Veröffentlichung einer kinderfreundlichen Version sollte sich das Studio vor allem den Start des Films auf dem chinesischen Filmmarkt erhofft haben.
Im November 2018 wurde bekannt, dass der Titel der Fassung Once Upon a Deadpool lauten würde und diese knapp zwei Wochen, vom 12. Dezember 2018 bis Heiligabend, in den US-Kinos aufgeführt würde. In dieser Fassung bekam Fred Savage als Erwachsener die Filmhandlung von Deadpool 2 von Wade Wilson alias Deadpool erzählt, wobei jugendgefährdende Szenen nicht oder nur entschärft vorkamen. Die neuen, entschärften Szenen mussten dafür an einem Tag gedreht werden. Insgesamt war die Fassung drei Minuten kürzer als das Original. Am 19. November 2018 wurde der Trailer für die geschnittene Fassung veröffentlicht. Der Titel enthielt den englischen Ausdruck der berühmten Märchen-Phrase „Es war einmal …“. Savage spielte 1987 im Film Die Braut des Prinzen den jungen Enkel, der von Peter Falk in ähnlicher Ausführung ein Märchen erzählt bekommt. Für jede Eintrittskarte wurde 1 US-Dollar an die Kampagne „Fuck Cancer“ gespendet, welche für den Zeitraum des Kinofilms in das kinderfreundlichere „Fudge Cancer“ umbenannt wurde. Am 25. Januar 2019 wurde die Es-war-einmal-ein-Deadpool-Fassung unter dem übersetzten Titel Deadpool 2: I Love My Family auch in den chinesischen Kinos veröffentlicht.
Diese Filmfassung wurde vom deutschsprachigen Prime Video für den 15. Januar 2019 zum Kaufen und Leihen angekündigt. Die FSK gab diese Schnittfassung für eine Videoveröffentlichung ab 12 Jahren frei. Der deutsche Titel lautet Es war einmal ein Deadpool. Der Verleih Fox bestätigte, dass der Film auf verschiedenen Streaming-Plattformen am 15. Januar 2019 erscheine, eine Heimvideoveröffentlichung jedoch bisher nicht geplant sei. Für denselben Tag wurde der Film in den USA als Blu-ray-DVD-Combo und digital angekündigt. Im Zeitraum vom 1. bis zum 28. Januar 2019 sollte für jeden Kauf sowie für das digitale Ausleihen des Films erneut 1 US-Dollar an die Kampagne „Fudge Cancer“ gespendet werden.

## Fortsetzung
Im Januar 2019 bestätigte Ryan Reynolds während einer Promotour zur Veröffentlichung von Deadpool 2 auf dem chinesischen Filmmarkt, dass ein dritter Deadpool-Film bereits in Arbeit sei und von Grund auf anders als seine Vorgänger werden solle. Im Juli desselben Jahres bestätigte Deadpool-Schöpfer Rob Liefeld erneut, dass ein dritter Teil kommen werde. Seitens 20th Century Fox gab es über eine längere Zeit zudem den Plan, Deadpool in einem X-Force-Film innerhalb einer Gruppe anderer Mutanten auftreten zu lassen.
Nach der Übernahme von Fox durch Disney wurden alle angekündigten Filme nach The New Mutants aus den Planungen gestrichen; zunächst sollte einzig Ryan Reynolds aus der X-Men-Reihe ins Marvel Cinematic Universe übernommen werden, wo er laut Bob Iger weiterhin „so dreckig und brutal bleiben“ könne. Produzent Kevin Feige bestätigte, dass Deadpool & Wolverine Teil des MCU sein sowie ein R-Rating bekommen werde. Als Drehbuchautoren wurden zunächst die Schwestern Wendy und Lizzie Molyneux verpflichtet, ehe sie die ursprünglichen Deadpool-Schreiber Rhett Reese und Paul Wernick ersetzten. Nachdem im März 2022 mit Shawn Levy ein Regisseur verpflichtet wurde, bestätigte Hauptdarsteller Reynolds im September des Jahres, dass Hugh Jackman als Wolverine zurückkehren werde. Später schloss sich Emma Corrin als Antagonistin der Besetzung an. Deadpool & Wolverine soll am 26. Juli 2024 in die US-amerikanischen Kinos kommen. Während der Halbzeit des Super Bowl LVIII wurde der erste Trailer im US-amerikanischen Fernsehen gezeigt.